# Heinz Goldmann
Heinz Meinhardt Goldmann (* 11. August 1919 in Bielefeld; † Dezember 2005 in Genf) war ein deutsch-schwedischer Unternehmensberater, Kommunikations- und Verkaufstrainer.

## Leben
Heinz Goldmann war der Sohn des jüdischen Kaufmanns Sidney Goldmann (1888–1953), der einen Großhandel mit chemisch-technischen Produkten in Bielefeld führte, und dessen Ehefrau Elfriede, geb. Hecht (1892–1973). Er hatte einen jüngeren Bruder Walter Albrecht Goldmann (1923–2004).

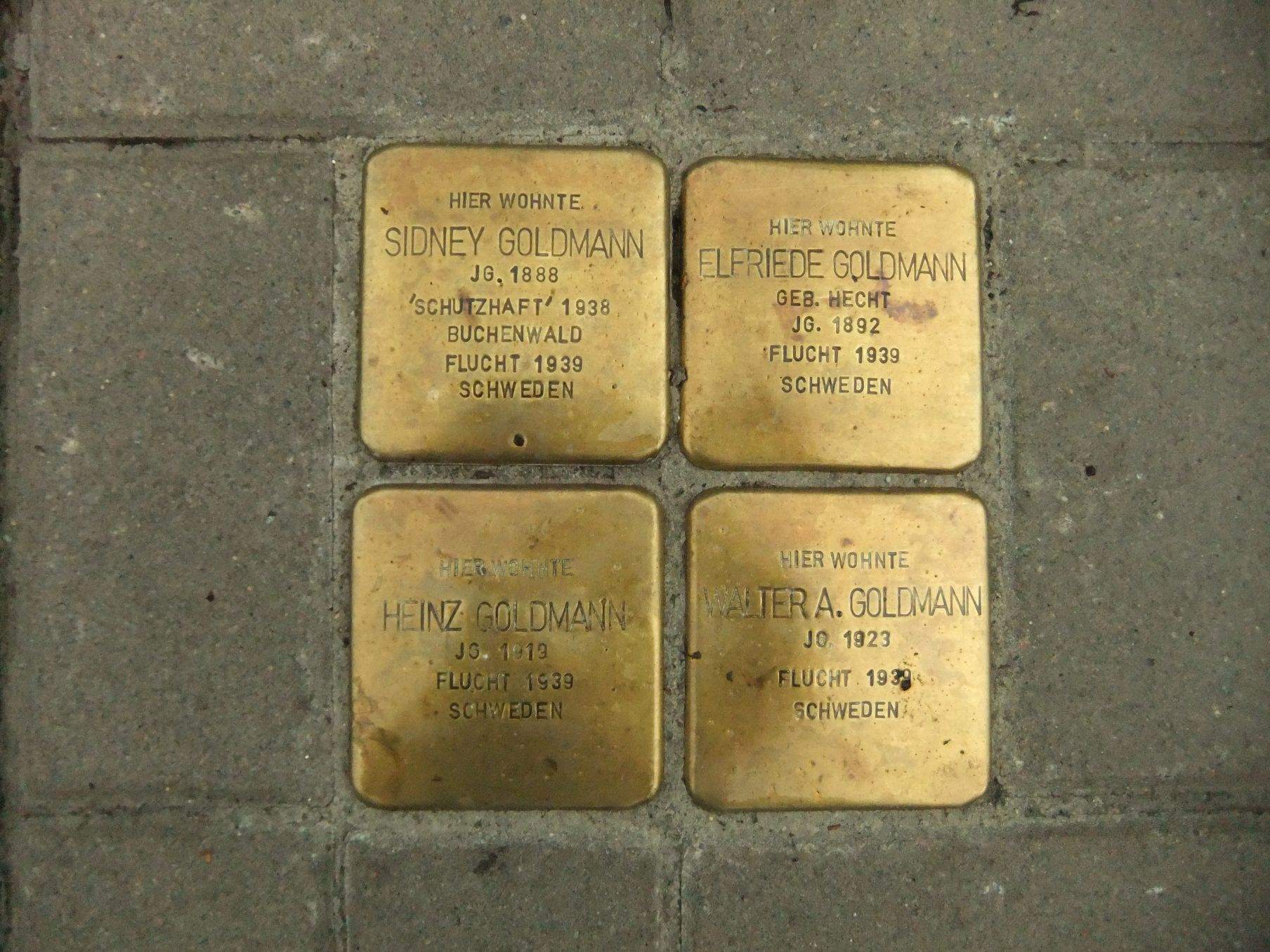
Stolpersteine in Bielefeld, die an die Flucht der Familie Goldmann erinnern

Nach dem Besuch der Helmholtz-Oberrealschule in Bielefeld sowie des Institut Monnier und der Ecole Nouvelle in der Schweiz begann Heinz Goldmann 1937 eine Lehre zum Chemikalien-Export/Importhändler in Berlin. Als er von der Verhaftung seines Vaters in der Reichspogromnacht erfuhr, kehrte er zu seiner Mutter nach Bielefeld zurück. Durch Intervention US-amerikanischer Geschäftsfreunde von Sidney Goldmann kam dieser im Dezember 1938 aus dem KZ Buchenwald frei. Zuvor musste er sich schriftlich zur kurzfristigen Ausreise verpflichten. Im Januar 1939 floh die Familie nach Stockholm. Obwohl sie ursprünglich eine Weiterreise in die USA geplant hatten, blieben sie in Schweden und nahmen alle die schwedische Staatsangehörigkeit an. 1945 begann Sidney Goldmann sein Unternehmen in Bielefeld wieder aufzubauen und kehrte 1949 mit seiner Ehefrau und dem jüngeren Sohn (der später die Firmenleitung übernahm) dorthin zurück.
Heinz Goldmann heiratete 1944 in Stockholm die Schwedin Gullevi Anderssen (* 1913). Seine deutsche Staatsbürgerschaft endete 1948 mit der Ausbürgerung. Er wurde Vater eines Sohnes (* 1951), der später als Sprachlehrer in Lund tätig war.
Von 1940 bis 1943 war Goldmann in verschiedenen Berufen aktiv als Sprach- und Fußballtrainer, Journalist und Verkäufer. Er absolvierte eine Ausbildung zum Verkaufsberater in Stockholm. Ab 1944 war er als selbständiger Verkaufsberater tätig. Sein 1953 erschienenes Buch Wie man Kunden gewinnt wurde zum Bestseller. Es wurde über 2 Millionen Mal verkauft und in 20 Sprachen übersetzt. Ab 1955 wohnte Goldmann in Genf. 1959 gründete er den „Club 55“, eine europäische Vereinigung der Marketing- und Verkaufsexperten. Jährlich lud er zu dem Kongress Managing Change ein. 1960 gründete er mit Curt Abrahamsson die Mercuri International Group, ein weltweit agierendes Management-, Verkaufs- und Personalberatungsunternehmen. Insgesamt trainierte er im Laufe seines Lebens rund 445.000 Mitarbeiter, darunter zahlreiche Topmanager, deren Kommunikationsverhalten er prägte.
Heinz Goldmann starb 2005 mit 86 Jahren in Genf. Seit 2015 erinnern vier Stolpersteine an seinem früheren Wohnort (Lessingstraße 27 in Bielefeld) an seine Familie und ihre Flucht 1939.

## Schriften
- Wie man Kunden gewinnt. Girardet, Essen, 1953. (Mit zahlreichen Neuauflagen und Übersetzungen)
- Wie Sie Menschen überzeugen. Econ, 1990.
- Erfolg durch Kommunikation. Econ, 1996.